# Louis Malle
Louis Malle (født 30 oktober 1932, død 23. november 1995) var en fransk filminstruktør der arbejde både i Frankrig og i USA.

## Udvalgte film

### Den tavse verden
Den tavse verden (originaltitel Le Monde du silence) er en dokumentarfilm om livet i havet fra 1956 baseret på oceanografen Jacques-Yves Cousteaus bog af samme navn. Dette er Louis Malles debut som instruktør, og han instruerede filmen sammen med Cousteau. Filmen er en af de første til at bruge undervandsfotografi til at vise havets dyb i farver. Den er optaget om bord på forskningsskibet Calypso hvor filmholdet igennem to år optog mere en 25 km film i Middelhavet, den Persiske golf, det Røde Hav og det Indiske ocean, hvoraf kun en tiendedel blev brugt i den færdige film.
Filmen vandt en oscar for bedste dokumentarfilm samt Den Gyldne Palme ved Filmfestivalen i Cannes for bedste film. Det var første gang guldpalmen gik til en dokumentarfilm, og siden er det kun sket een gang til i 2004 da den amerikanske Michael Moore fik guldpalmen for filmen Fahrenheit 9/11

### Pretty Baby
Pretty Baby er en amerikansk produceret historisk dramafilm om børneprostitution fra 1978. Filmen foregår i 1917 i New Orleans bordelkvarter Storyville. Brooke Shields spiller hovedrollen som den 12-årige Violet.

### Vi ses igen
Vi ses igen (originaltitel Au revoir les enfants) er en fransk film fra 1987 skrevet, produceret og instrueret af Louis Malle. Filmen vandt guldløven for bedste film ved Filmfestivalen i Venedig, og i Danmark fik den Bodilprisen for bedste ikke-amerikanske film i 1989. 
Filmen er baseret på instruktørens egne barndomsoplevelser.

## Filmografi

### Spillefilm
- 1958 Ascenseur pour l'échafaud
- 1958 De elskende (Les Amants)
- 1960 Zazie dans le métro
- 1962 Vie privée
- 1963 Le feu follet
- 1965 Viva Maria!
- 1967 Le voleur
- 1968 Histoires extraordinaires
- 1971 Uroligt hjerte (Le souffle au cœur)
- 1974 Lacombe Lucien
- 1975 Black Moon
- 1978 Pretty Baby
- 1981 Atlantic City
- 1981 Min middag med Andre (My Dinner with Andre)
- 1984 Crackers
- 1985 Alamo Bay
- 1987 Vi ses igen (Au revoir, les enfants)
- 1989 Milou en Mai
- 1992 Damage
- 1994 Vanya on 42nd Street

### Dokumentarfilm
- 1956 Den tavse verden (Le Monde du silence) Instrueret i samarbejde med Jacques-Yves Cousteau
- 1962 Vive le Tour
- 1969 Calcutta
- 1974 Humain, trop humain
- 1974 Place de la république
- 1976 Close Up